# Famille de Montaudoüin
La famille de Montaudouin est une famille subsistante de la noblesse de robe ayant compté des négociants, armateurs et négriers nantais au XVIIIe siècle et un général d'armée de la Ve République.

## Histoire

### Origines
La famille a son origine dans la région parisienne : on peut remonter à Antoine (vers 1535-vers 1588), compagnon puis maître ceinturier.
Son fils Jean (Paris, vers 1580- Nantes, 1644) s’établit à Nantes où il exerce la profession de tanneur et où il se marie en 1616 en l’église Saint-Nicolas, qui est par la suite le lieu de baptême de beaucoup de Montaudouin.
Son fils Gilles (1618-1656), cordonnier, est le père de René I (1641-1691) qui accède à la bourgeoisie en devenant marchand puis armateur.
Au XVIIIe siècle, plusieurs membres de la famille se détachent par leur importance :
- René II, fils de René I (branche de la Clartière)
- Thomas, son frère (branche de Launay)
- Jean-Gabriel, fils de Thomas

Tout en continuant le métier d’armateur, deux branches accèdent à la noblesse par l'achat en 1750 de charges de secrétaire du roi, ils continuent leur entreprise de négoce en grand et d'armement et à participer aux institutions consulaires de Nantes jusqu'à la veille de la Révolution française.

### La branche de la Clartière

#### René II
Né le 1er septembre 1673, mort en 1731. Il épouse en 1702 Marie Berthrand (1684-1751). Cette année-là, il possède 70 000 livres, auquel s'ajoute les 20 000 livres de dot de sa femme.
Il est échevin de Nantes de 1709 à 1711. En 1718, il achète le domaine de la Clartière (baronnie de Machecoul), puis en 1723, le domaine de Basseterre (Saint-Hilaire-de-Chaléons) et une charge anoblissante de secrétaire du roi ; il est dès lors pourvu du titre d’écuyer.
Sur le plan du négoce, il est à la tête de l’armement René Montaudouin et consors qui opère de 1698 à 1730 et est crédité de 15 expéditions dont 10 en droiture et 5 en commerce triangulaire.
En 1725, sa fortune est évaluée à 600 000 livres.
À sa mort, la succession est prise par, notamment, l’armement Veuve Montaudouin et Fils (23 expéditions de 1733 à 1748, dont 16 de traite négrière ; en 1739, naufrage du navire L’Amériquain).

#### Nicolas
Nicolas Montaudouin (vers 1710-avant 1765), écuyer, seigneur de la Clartière et de la Rabatelière, fils de René II, épouse  en 1740 Anne Darquistade. Il dirige de 1746 à 1748 l’armement Montaudouin de la Clartière (3 expéditions, toutes en commerce triangulaire).

#### L’hôtel Montaudouin
M. de Martel achète des terrains récemment libérés par la destruction des remparts du XVe siècle, en bordure de la place d'Armes et non loin de la cathédrale. En 1782, Mathurin Crucy lui propose un projet d'hôtel particulier qui est lancé en 1783. Une fois l'hôtel achevé, les premières propriétaires et habitantes sont Mme Montaudouin de la Clartière, belle-mère de M. de Martel, qui habite la partie proche de l'hôtel d'Aux et Mme veuve Dulac, qui occupe la partie proche de la cathédrale.

### La branche de Launay

#### Thomas
Né le 21 décembre 1687, date de décès non connue, épouse en 1713 Anne Bouette, de Rouen. Il est pourvu du titre d’écuyer et est seigneur de Launay et de la Touche Gerbaud. Il est juge-consul de Nantes, conseiller du roi et garde scel de la Chancellerie de Bretagne. 
Il est  sans doute à la tête de l’armement Delaunay-Montaudouin (12 expéditions de 1733 à 1746, dont 3 en commerce triangulaire).

#### Jean-Gabriel (ou Jean)
Né le 25 décembre 1722, mort en 1786, épouse Catherine Olive Hay, créole de Saint-Domingue (d’une famille d’origine irlandaise).
Il porte le titre d’écuyer, est consul de Nantes.
Sur le plan commercial, il est à la tête de l’armement Montaudouin Frères (crédité de 4 expéditions de 1753 à 1772, dont 3 de traite négrière).
C’est aussi un intellectuel, auteur de traités d’économie, membre correspondant de l’Académie des sciences et de l’Académie des belles-lettres, sciences et arts de La Rochelle. Il est lié d’amitié, entre autres, avec Voltaire (dont il donne le nom à un de ses navires) et avec Joseph Poniatowski qu’il héberge au cours d’un passage à Nantes (1777).

### Autres personnalités
- Bertrand de Montaudoüin, général d'armée, chef de l'état-major particulier du président de la République (1979-1981), gouverneur militaire de Metz (1981-1983)

## Galerie

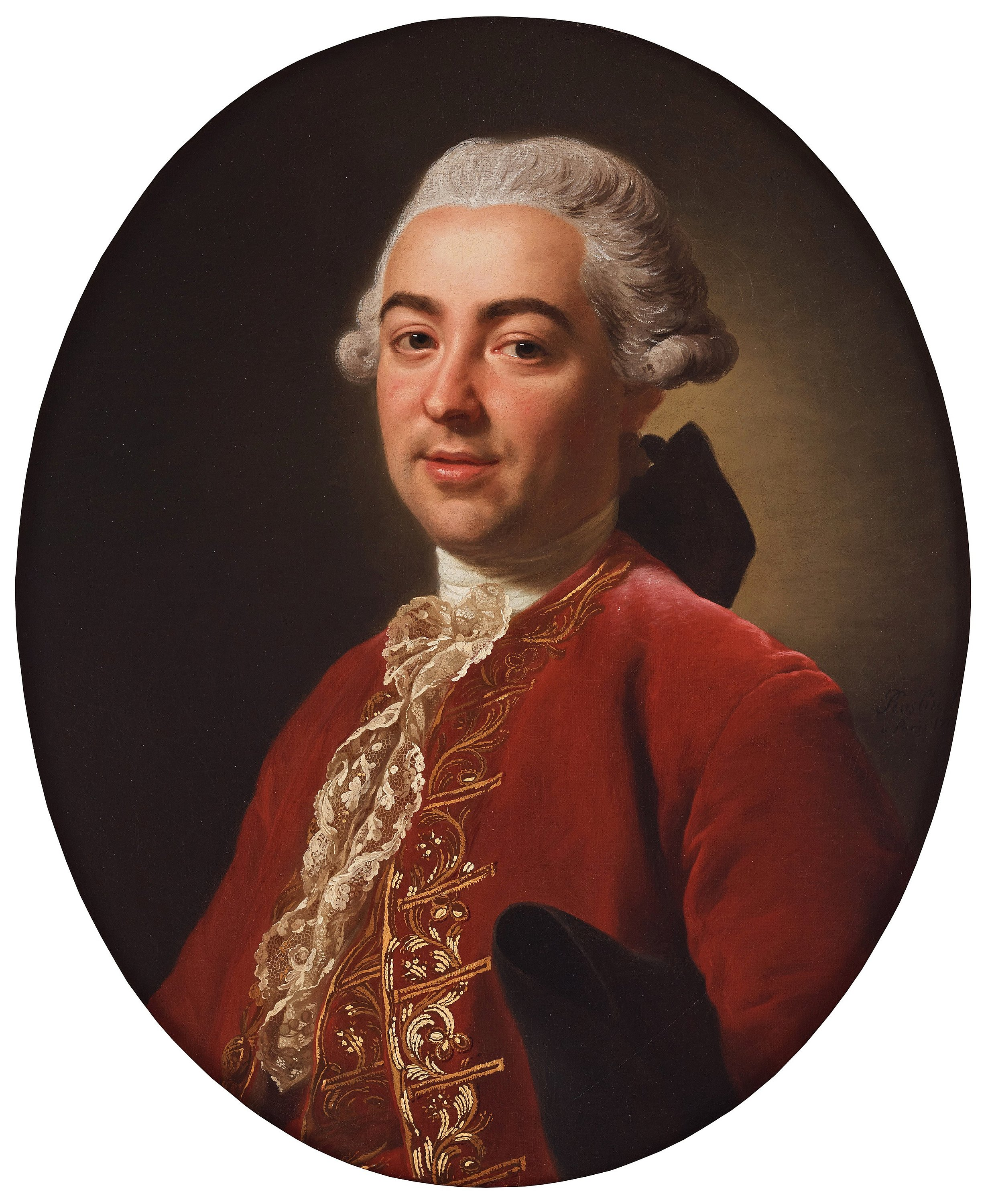
Arthur Montaudoüin de Launay (1735-1793) par Alexandre Roslin (1766).
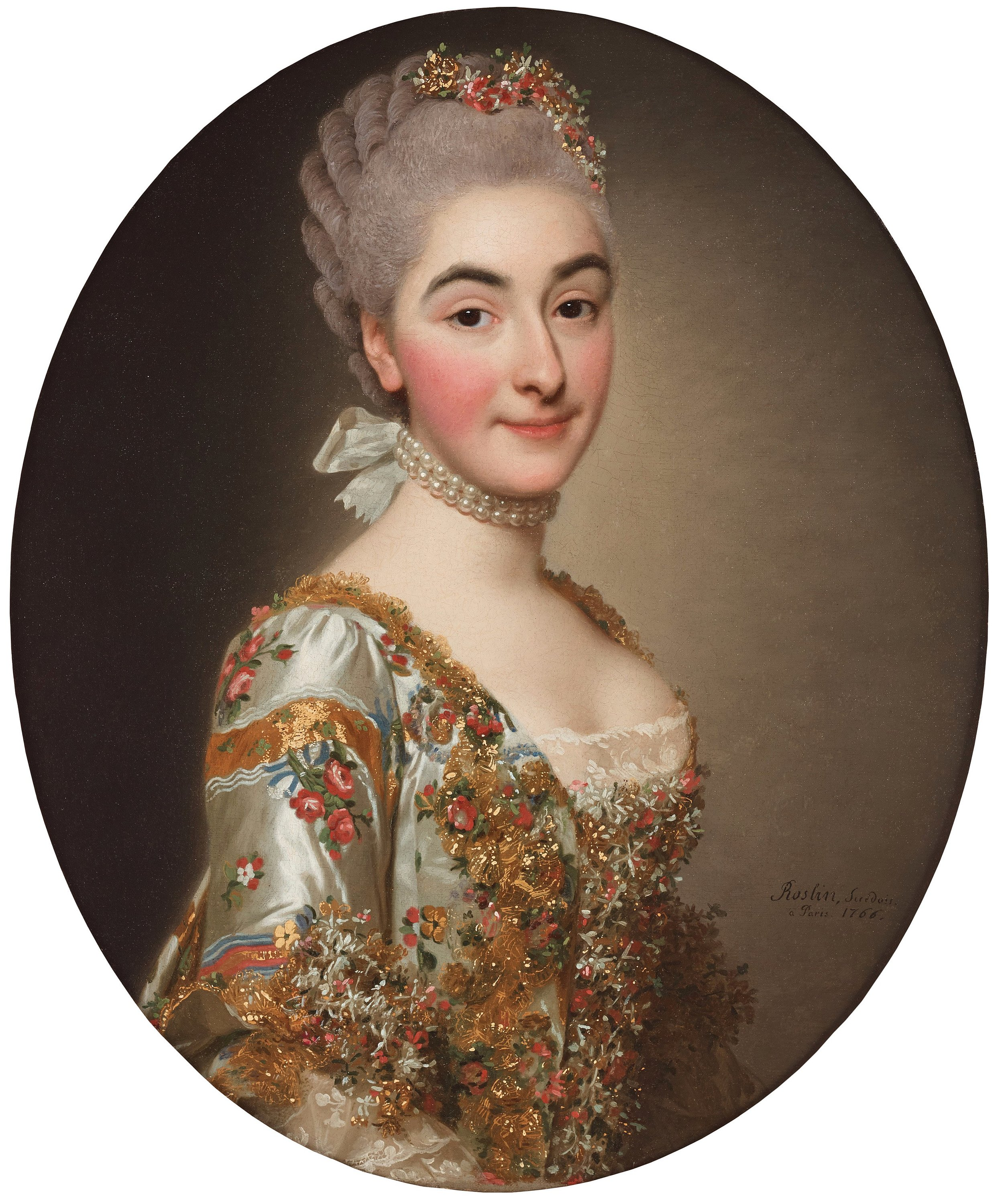
Antoinette Agathe Montaudoüin de Launay par Alexandre Roslin (1766).

## Héraldique
La famille de Montaudoüin porte D'azur, à un mont de six coupeaux d'argent, mouvant de la pointe.
Elle a pour supports deux lévriers et comme devise "Auxilium a montibus".

## Postérité
- Hôtel Montaudouin
- Rue Montaudouine

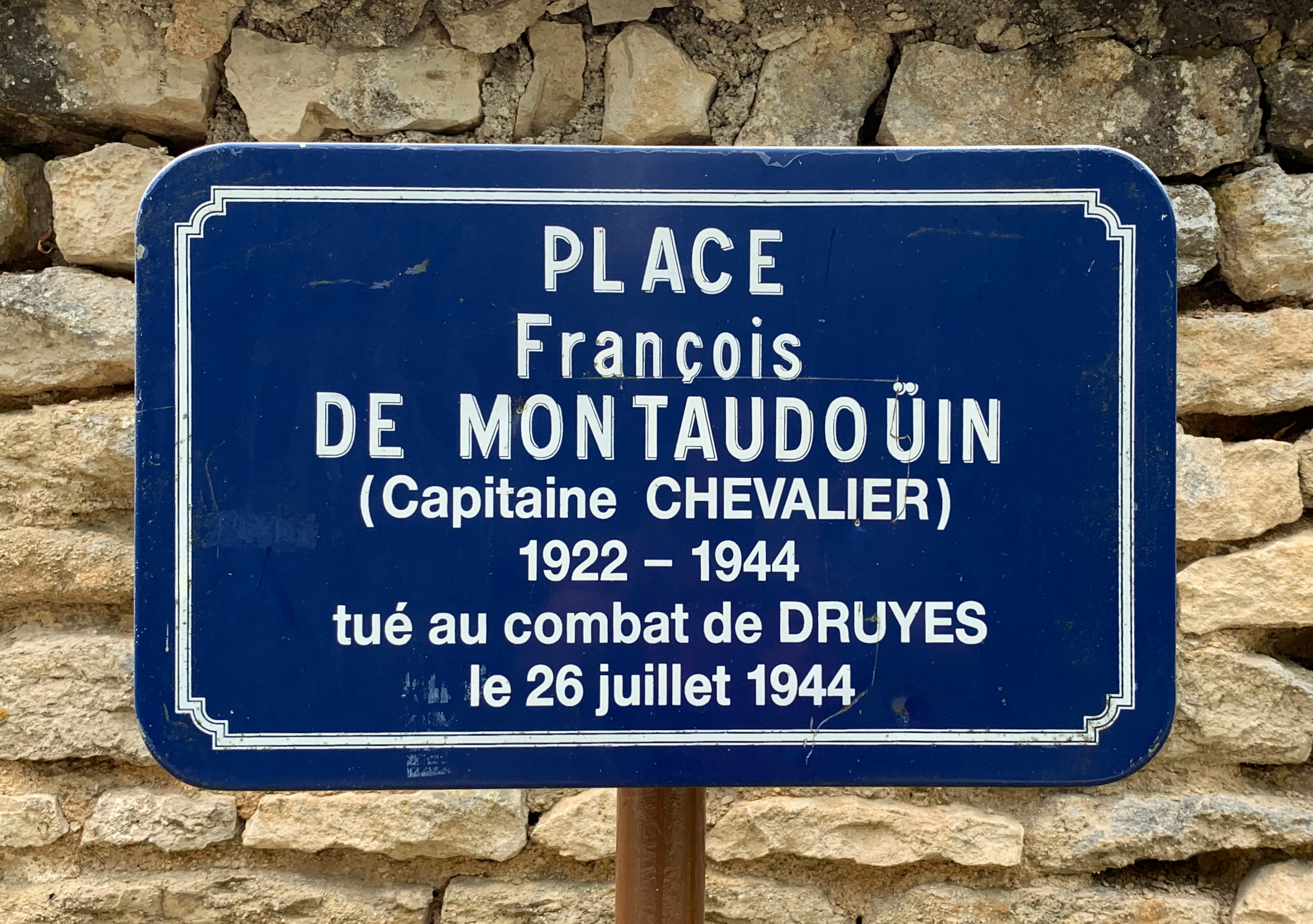
Plaque de la place François de Montaudouin